# Pseudonautia inornatipes
Pseudonautia inornatipes är en insektsart som beskrevs av Marius Descamps 1978. Pseudonautia inornatipes ingår i släktet Pseudonautia och familjen Romaleidae. Inga underarter finns listade i Catalogue of Life.